# Distretto di Manja
Il distretto di Manja è un distretto del Madagascar situato nella regione di Menabe. Ha per capoluogo la città di Manja.
La popolazione del distretto è di 71 231 abitanti (censimento 2011).